# Angus-Nunatak
Der Angus-Nunatak ist der nördlichere zweier Nunatakker unmittelbar nördlich des Mount Brecher in der Wisconsin Range der Horlick Mountains im westantarktischen Marie-Byrd-Land.
Der United States Geological Survey kartierte ihn anhand eigener Vermessungen und mithilfe von Luftaufnahmen der United States Navy zwischen 1959 und 1960. Das Advisory Committee on Antarctic Names benannte ihn nach Gordon W. Angus, Ionosphärenphysiker auf der Byrd-Station im antarktischen Winter 1961.